# Caravaggisté

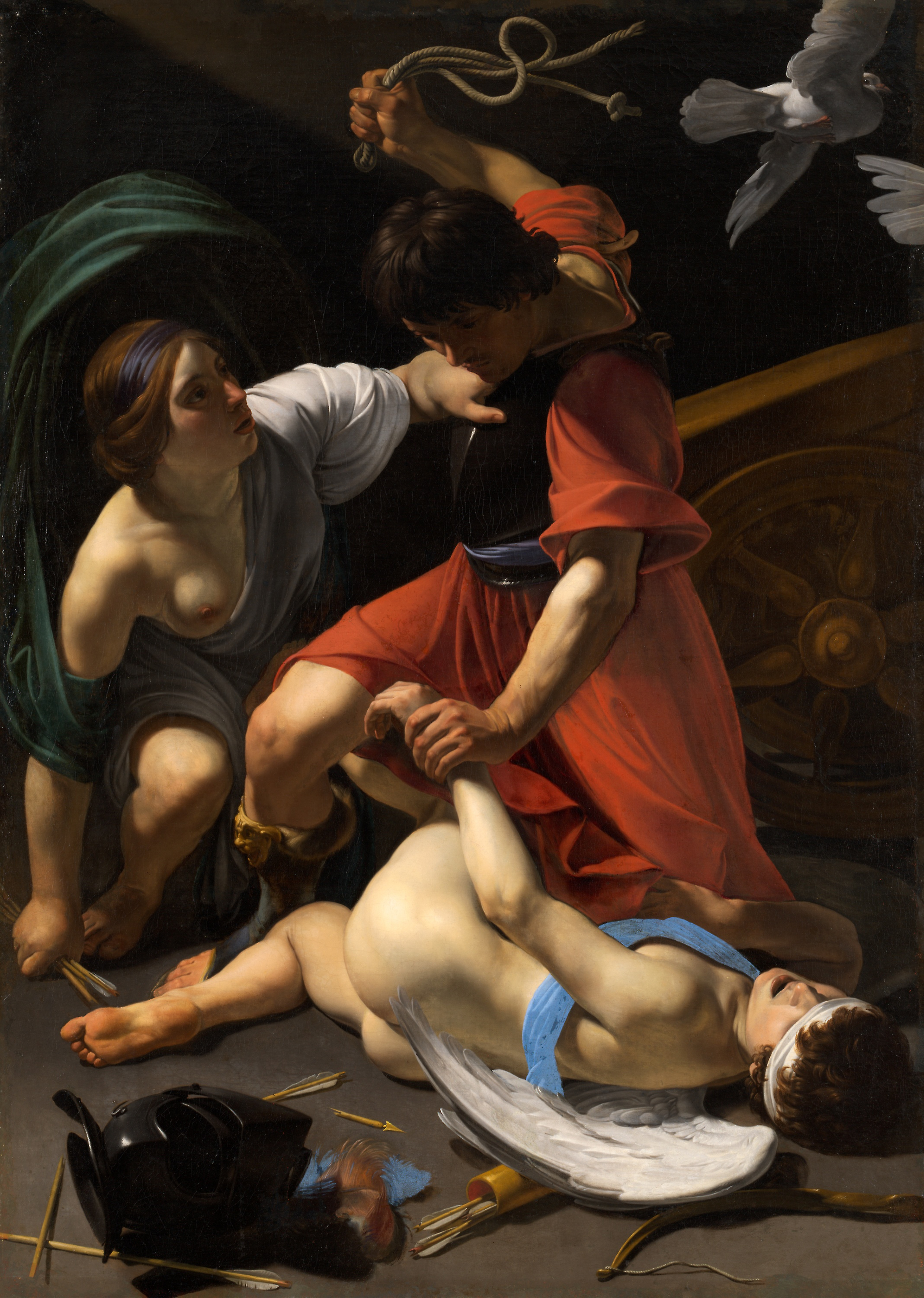
Bartolomeo Manfredi: Mars trestající Kupida

Caravaggisté (italsky Caravaggisti nebo Caravagesques) byli stylističtí následovníci italského barokního malíře z 16. století Caravaggia. Jeho vliv na nový barokní styl, který nakonec vyplynul z manýrismu, byl hluboký. Caravaggio nezaložil vlastní dílnu, jako to udělali mnozí jiní malíři a proto neměl žádnou školu, která by rozšiřovala jeho techniku. Nikdy nezveřejnil svůj základní filosofický přístup k umění, lze jej tedy odvodit pouze z jeho dochované práce. Jeho vliv lze vidět přímo nebo nepřímo v dílech Paula Rubense, Jusepe de Ribery, Berniniho nebo Rembrandta. Za života byl Caravaggio slavný, po smrti byl téměř okamžitě zapomenut. Mnohé z jeho obrazů byly připsány jeho následovníkům, jako například The Taking of Christ (Zatýkání Krista), který byl až do roku 1990 přisuzován nizozemskému malíři Gerritovi van Honthorstovi. Teprve ve 20. století byl znovu objeven jeho význam pro rozvoj západního umění. Ve dvacátých letech minulého století jej Roberto Longhi znovu zařadil do evropské umělecké tradice: Ribera, Vermeer, La Tour a Rembrandt by bez něho nikdy nemohli existovat. Umělci Eugène Delacroix, Gustave Courbet, Edouard Manet by tvořili zcela jinak. Významný americký historik umění a specialista na renesanci, jehož kniha Italští malíři renesance slavila mezinárodní úspěch, uvedl: S výjimkou Michelangela žádný jiný italský malíř neměl tak velký vliv.

## Itálie

### Řím
Na vrcholu své popularity v Římě na konci šestnáctého a počátku sedmnáctého století, ovlivnil nový dramatický styl Caravaggia mnoho jeho vrstevníků v římském uměleckém světě. Mezi první Caravaggisty patřili Mario Minniti, Giovanni Baglione, Leonello Spada a Orazio Gentileschi. V následující generaci to byli Carlo Saraceni, Bartolomeo Manfredi nebo Orazio Borgianni, stejně jako anonymní mistři jako je Master of Gamblers (znám v Itálii jako Maestro dei Giocatori.) Gentileschi, přestože byl značně starší, byl jediný z těchto umělců, který žil mnohem později po roce 1620 a pracoval jako dvorní malíř anglického krále Karla I. Jeho dcera Artemisia Gentileschiová (1593 – kolem 1656) byla italská barokní malířka a jedna z nejnadanějších následnic Caravaggiova stylu. Přesto v Římě a v Itálii to nebyl Caravaggio, ale vliv Annibale Carracciho, spojující prvky realismu High Renaissance, tedy doby, která označuje vrchol výtvarného umění v italské renesanci a lombardského realismu.

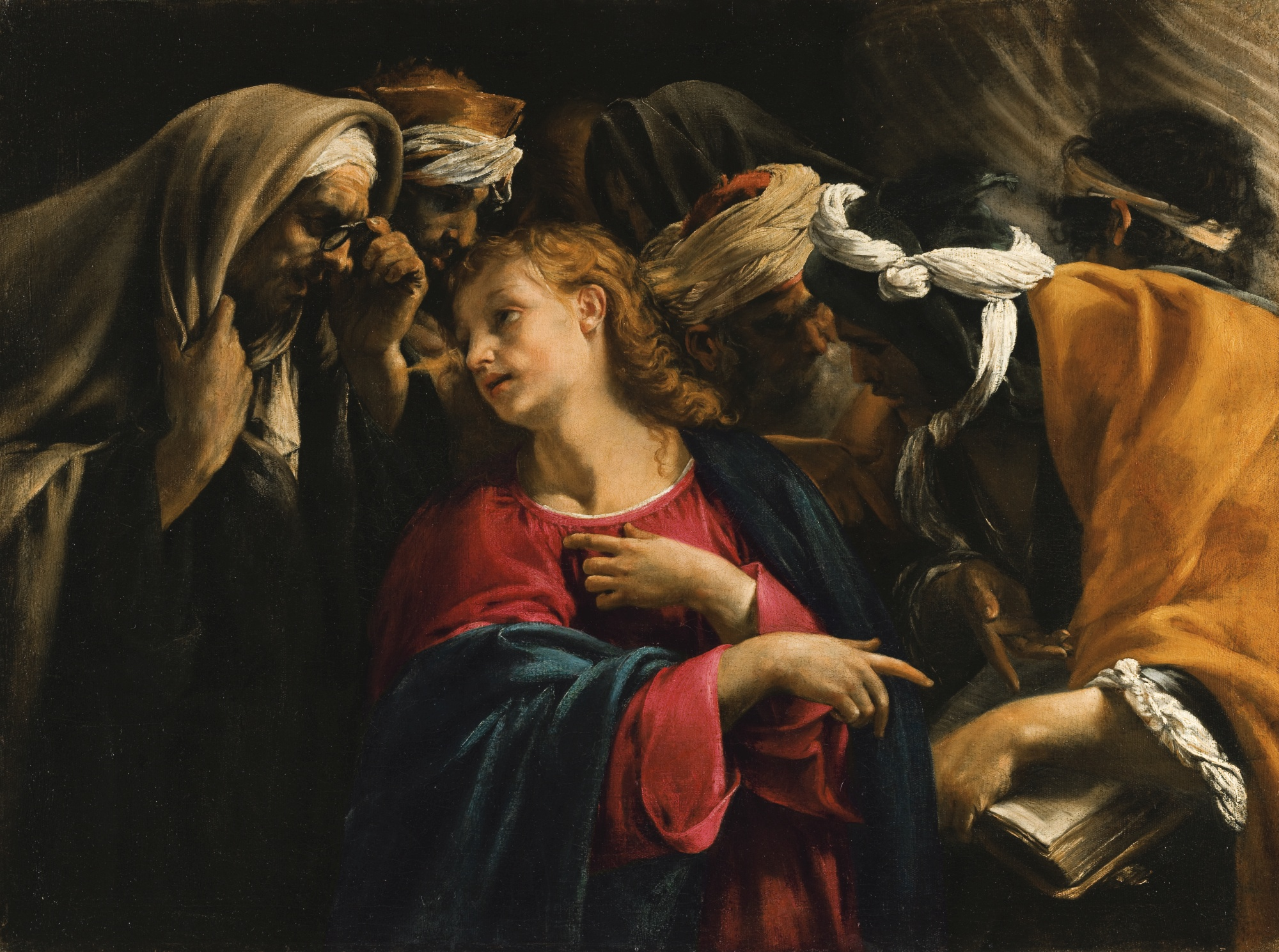
Orazio Borgianni: Kristus mezi doktory
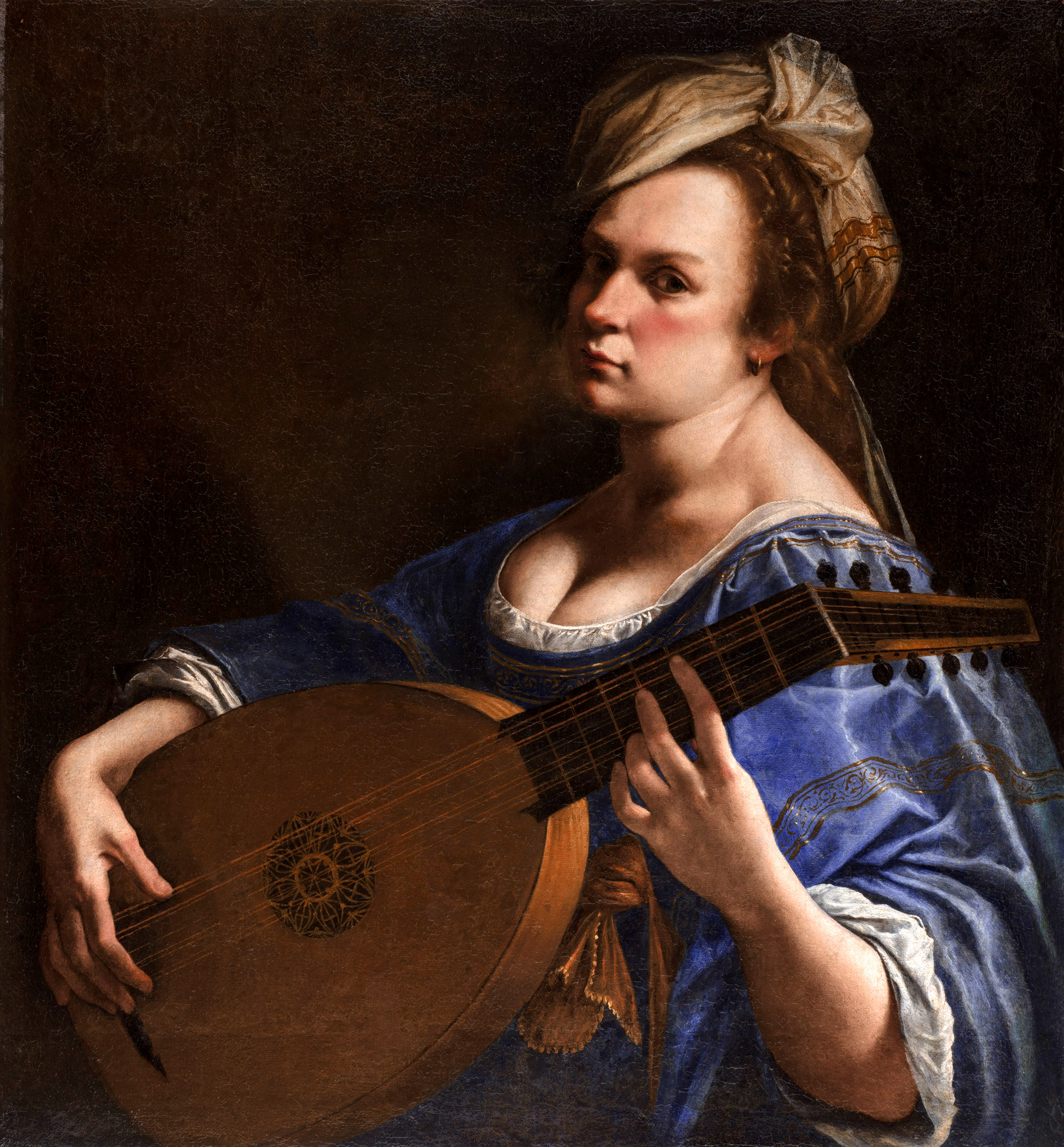
Artemisia Gentileschi: Autoportrét, hráčka na loutnu, 1615-1617
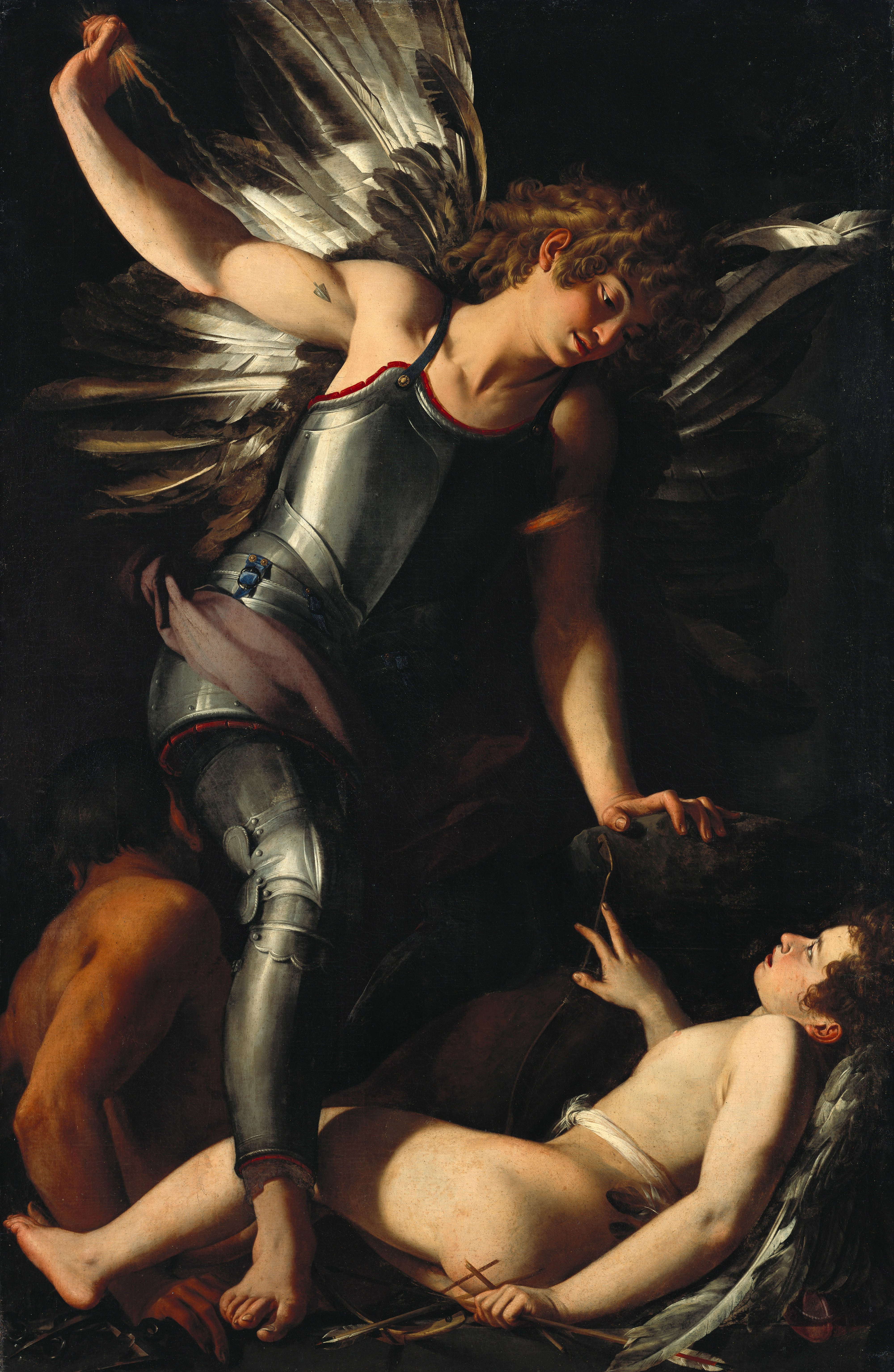
Giovanni Baglione: Božský Eros poráží pozemského Erota
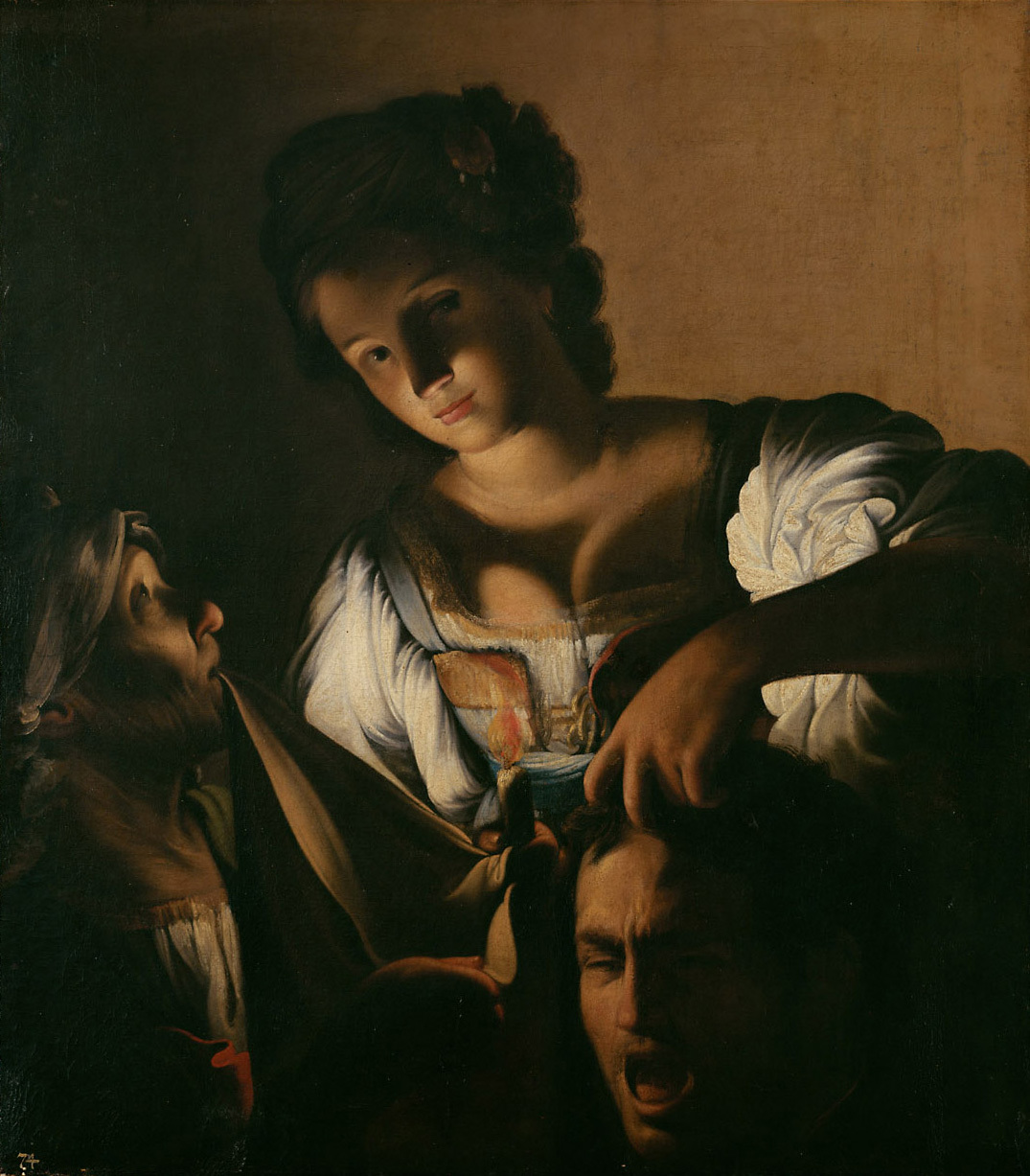
Carlo Saraceni: Judita s hlavou Holofernovou, 1610-15

### Neapol
V květnu 1606 poté, co ve rvačce zabil Ranuccia Tomassoniho, uprchl Caravaggio před hrozícím trestem smrti do Neapole. V Neapoli dokončil několik svých prací, z nichž dvě hlavní jsou Madonna of the Rosary (Růžencová Madonna) a The Seven Works of Mercy (Sedm skutků milosrdenství). Jeho práce měla hluboký vliv na místní umělce a přes jeho krátký pobyt v Neapoli vytvořil pozoruhodnou školu neapolských Caravaggistů, včetně Battistella Caraccioly, Bernarda Cavallina, Carla Sellitty, Massima Stanziona nebo Francesca Guarina. Caravaggistické hnutí tam skončilo v roce 1656 vypuknutím hrozné epidemie. V té době byla Neapole majetkem Španělska a vliv caravaggismu se zde již více nerozšířil.

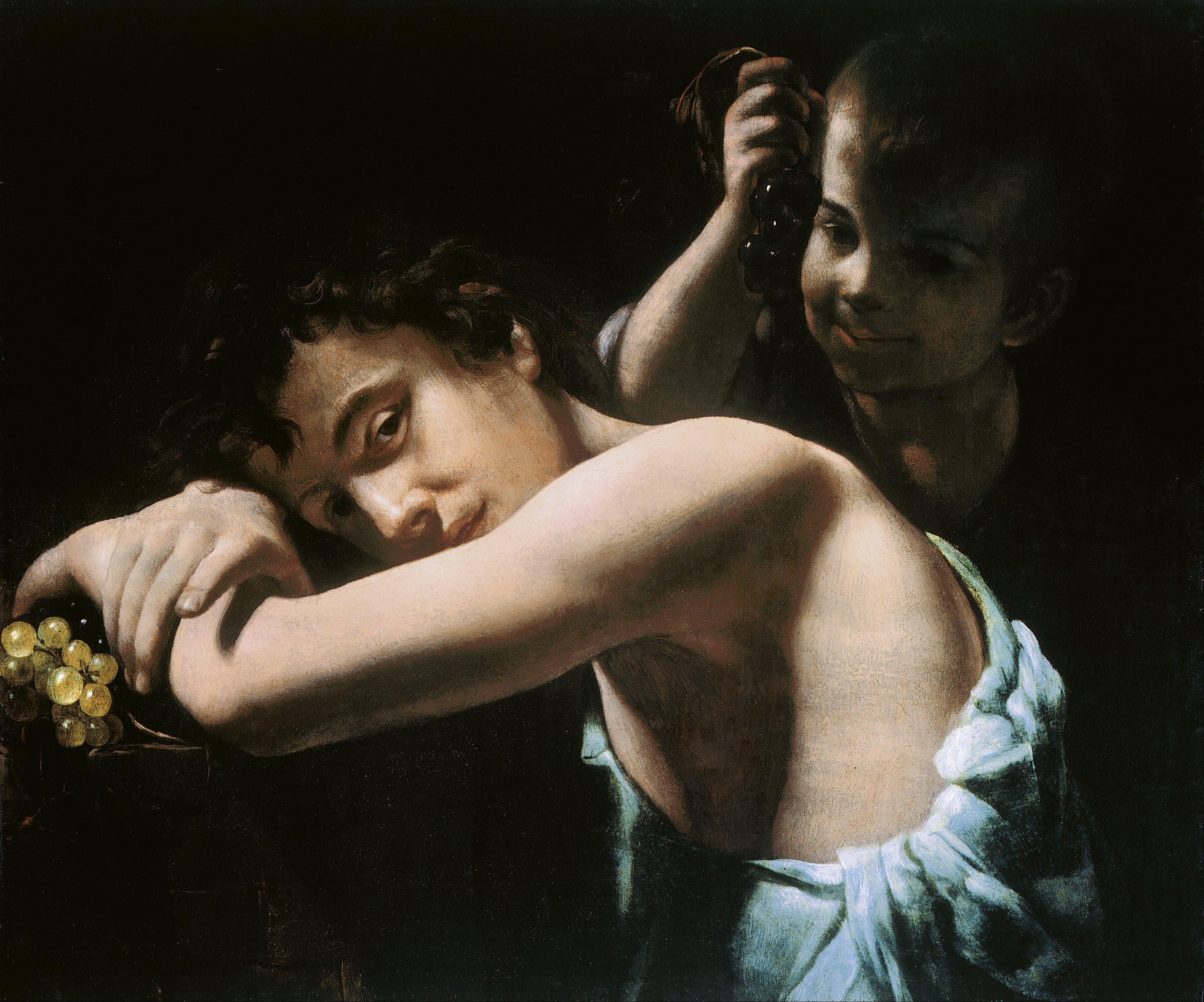
Giovanni Caracciolo: Dva mladíci s hrozny, 1605-10
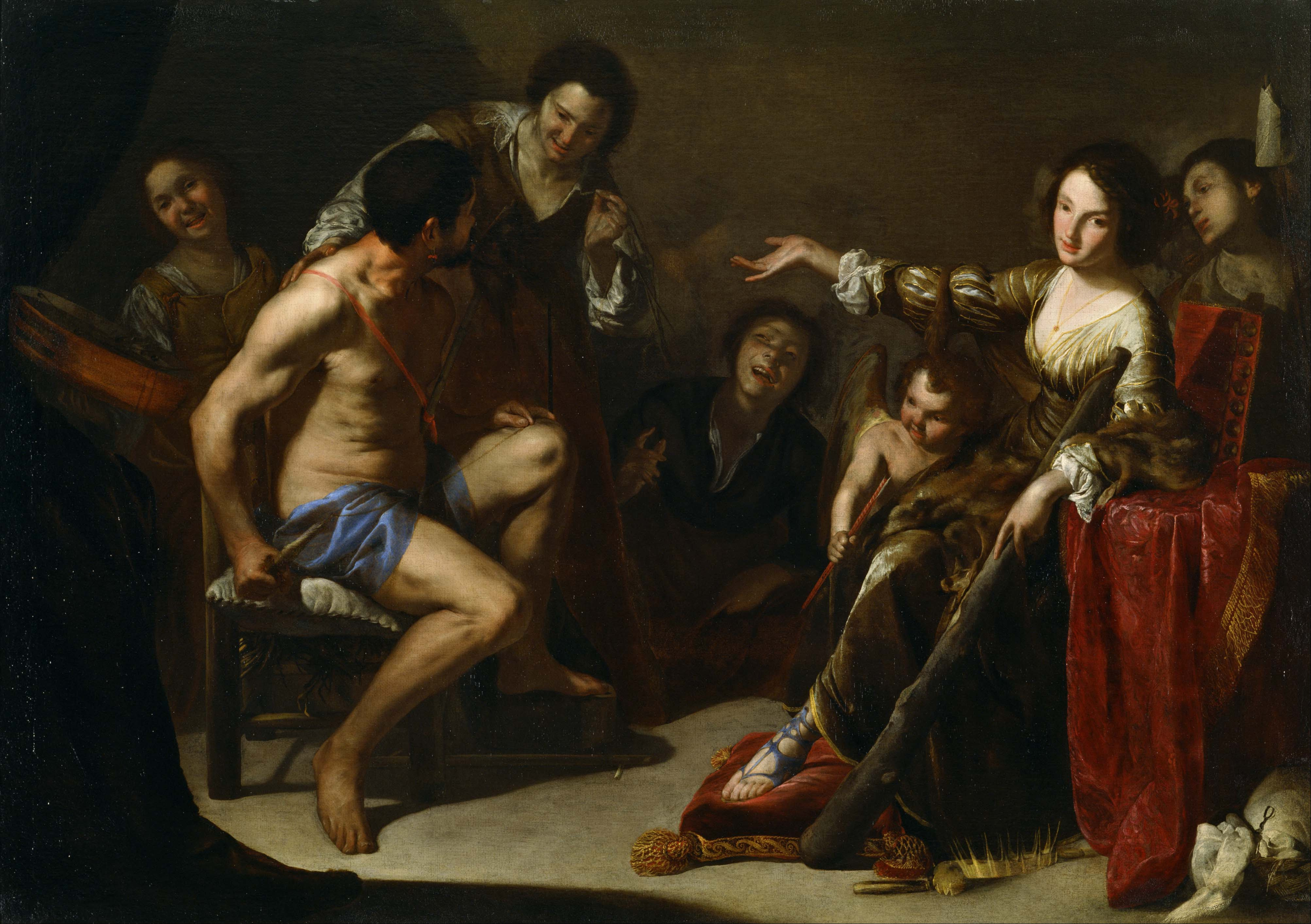
Bernardo Cavallino: Hercules a Omfalos, asi 1640
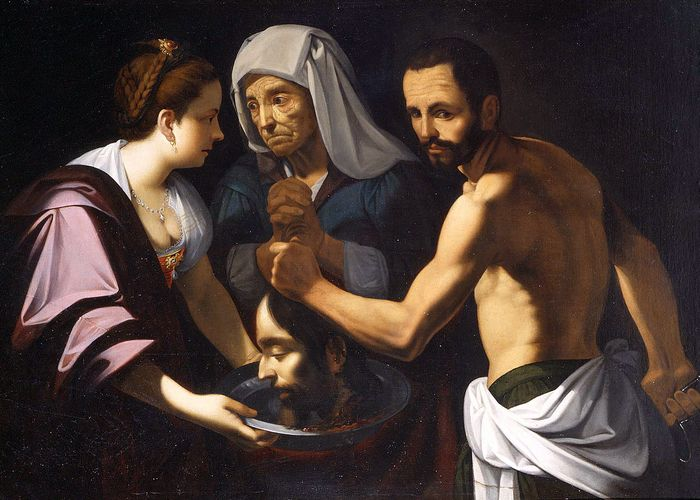
Carlo Sellitto: Salome s hlavou Jana Křtitele
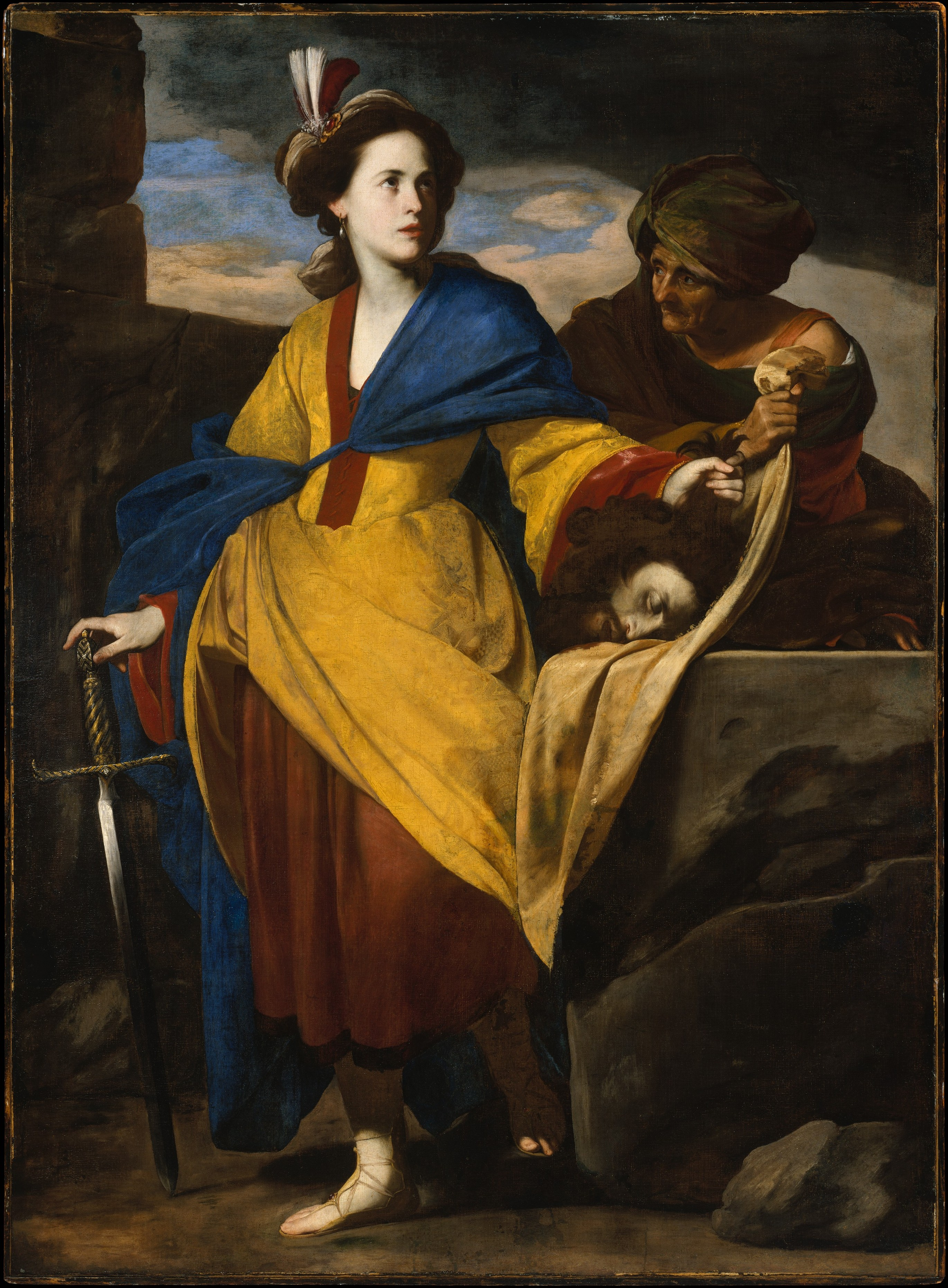
Massimo Stanzione: Judita s hlavou Holofernovou, kolem 1640

## Nizozemsko
Nizozemský institut pro dějiny umění uvádí 128 umělců označených jako "Caravaggisten".

### Utrecht
Na počátku 17. století katoličtí umělci z Nizozemska cestovali jako studenti do Říma a byli dílem Caravaggia hluboce ovlivněni. Při návratu na sever měl na tuto skupinu, známou jako Utrechtští Caravaggisté, krátkodobý, ale významný vliv Caravaggiův styl. Například na malíře jako byl Hendrick ter Brugghen, Gerrit van Honthorst, Andries Both nebo Dirck van Baburen. Krátký rozkvět utrechtského caravaggismu skončil kolem roku 1630, kdy velcí umělci buď zemřeli, jako v případě Baburena a Terbrugghena, nebo změnili styl, jako například posun van Honthorsta k portrétu a či zobrazování historických scén, které do vlámského barokního malířství vnesl zejména Peter Paul Rubens a jeho následovníci. V následující generaci je vliv Caravaggia, ač slabě, viditelný v díle Jana Vermeera, Rembrandta van Rijna nebo Gerrita Doua.

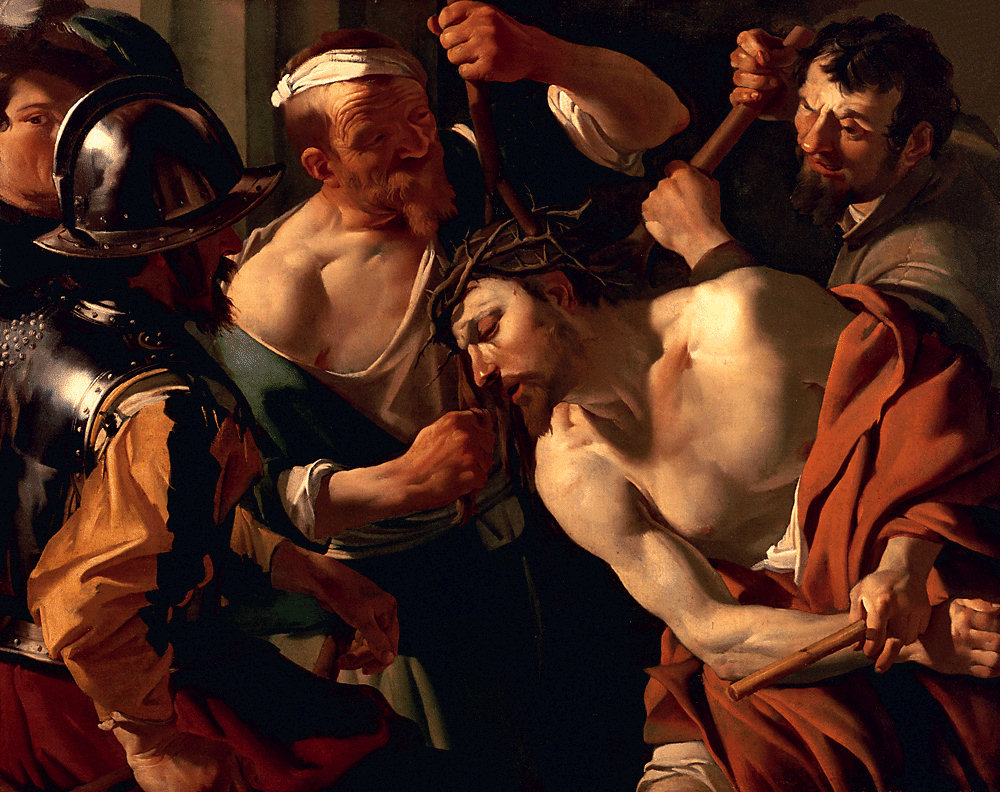
Dirk van Baburen: Kristus s trnovou korunou, 1623
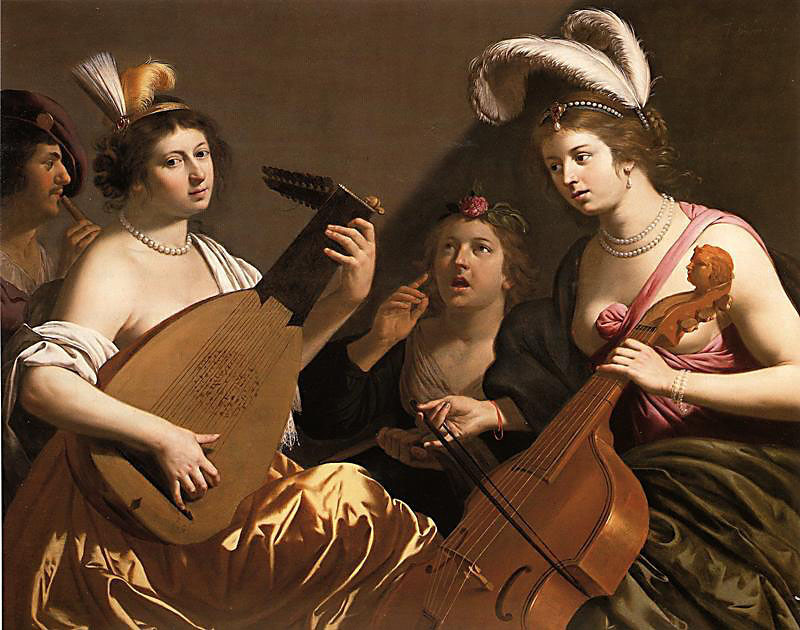
Jan van Bijlert: Koncert, 1630-1635
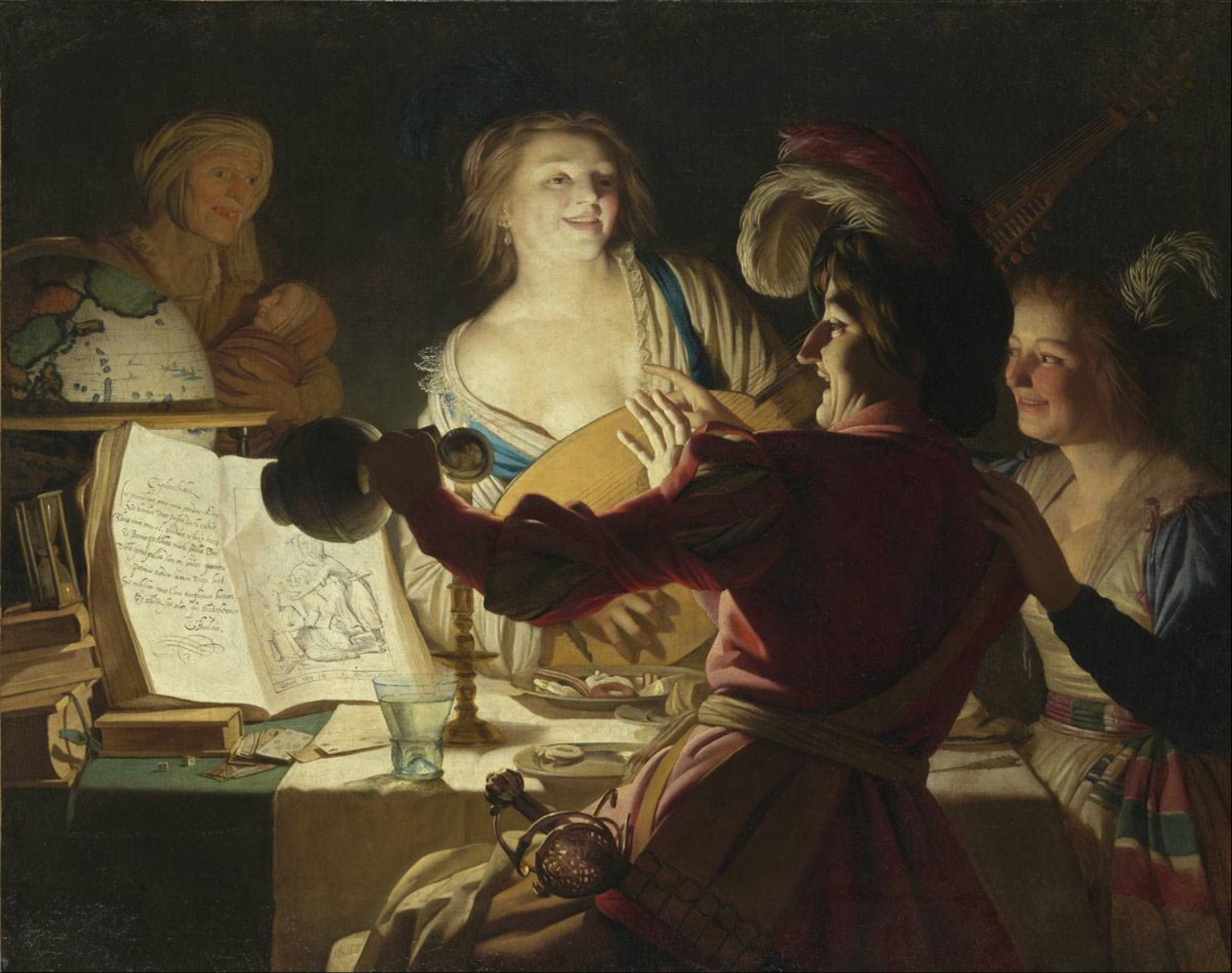
Gerard van Honthorst: Veselá společnost, 1623
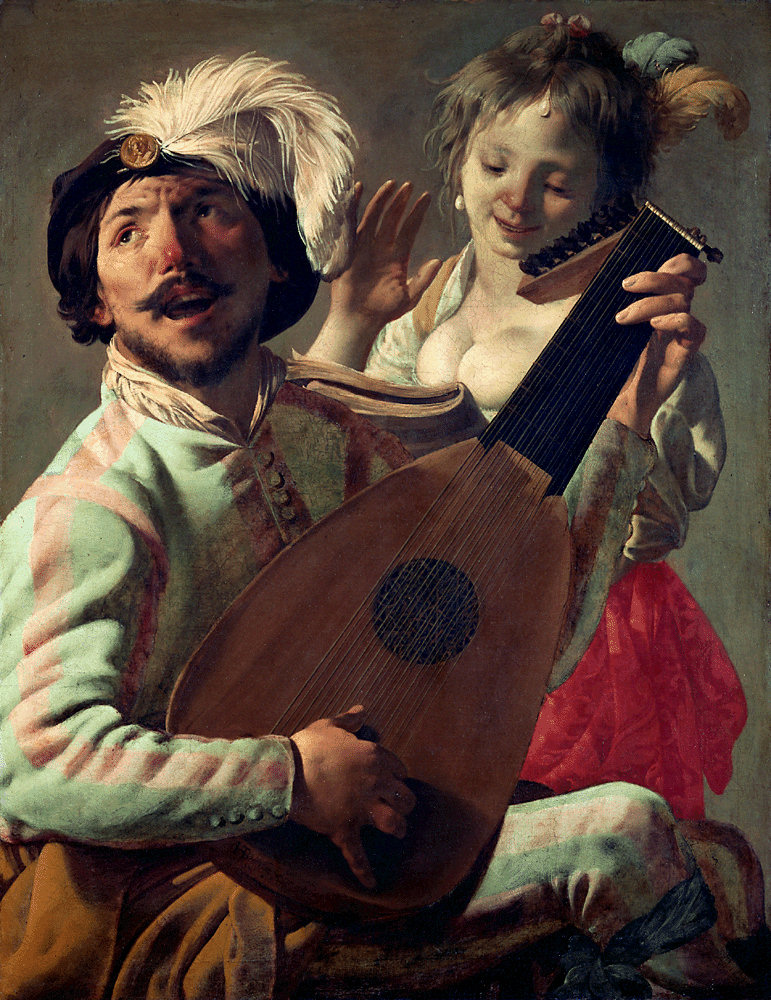
Ter Brugghen – Duet, 1628

### Vlámsko

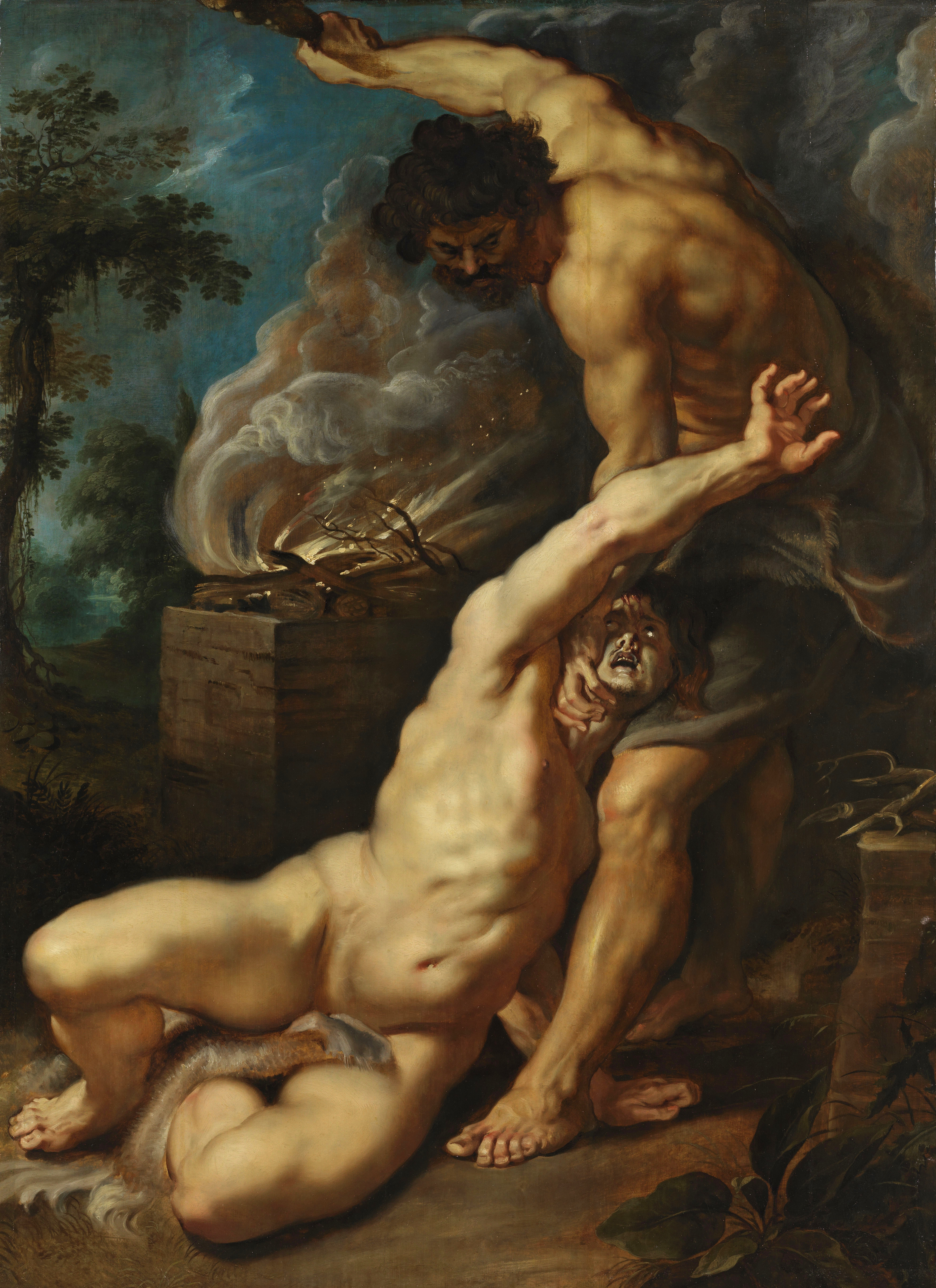
Peter Paul Rubens: Kain zabíjí Ábela, 1608-1609

Pravděpodobně jeden z prvních vlámských umělců ovlivněný Caravaggiem byl Peter Paul Rubens. Během let 1600-1608 pracoval v Itálii na dvoře vévody Vincenza I. Gonzagy v Mantově. Nějaký čas strávil Rubens i v Římě, kde se v roce 1601 seznámil s prací Caravaggia. Později namaloval kopii Caravaggiova obrazu The Entombment of Christ (Pohřbívání Krista) a doporučil svému patronu, vévodovi z Mantovy, aby koupil obraz Death of the Virgin (Smrt Panny Marie). Rubens byl po svém návratu do Antverp iniciátorem získání obrazu Růžencová Madona pro kostel Svatého Pavla v Antverpách. Jiný Rubensův současník Abraham Janssens byl další vlámský malíř, který cestoval do Itálie mezi 1597 a 1602, kde se seznámil s dílem Caravaggia. Jeho práce po návratu do Antverp ukazuje vliv Caravaggia. Kompozice obrazu Scaldis a Antwerpia z roku 1609 odvozuje svou expresivní sílu z použití silných kontrastů světla a stínu, stylu jehož byl průkopníkem právě Caravaggio. Dokonce se dá říci, že se ve Flandrech objevilo caravaggistické šílenství mezi roky 1620 a 1640. Umělci byli často označováni jako Ghent Caravaggisti anebo Antwerp Caravaggisti po městě, ve kterém byli nejvíce aktivní. Mezi těmito dvěma směry, kromě těch, které jsou individuální, neexistuje žádný zřetelný stylový rozdíl. Mezi Ghent Caravaggisti mohou být uvedeni Jan Janssens, Melchior de la Mars a Antoon van den Heuvel. Seznam Antwerp Caravaggisti je výrazně delší, což odráží důležitost tohoto města jako nejvýznamnějšího uměleckého centra ve Vlámsku. Patří mezi ně Theodoor Rombouts, Gerard Seghers, Jan Cossiers, Adam de Coster nebo Jacques de l'Ange. Jsou to hlavně vlámští umělci, kteří byli nejvíce ovlivněni Caravaggiem. Mnozí z těchto umělců, jako Rombouts, Cossiers a Seghers, později opustili přísné dodržování caravaggistického stylu a přešli ke stylu starší generace vlámských umělců, kteří tak měli dominantní vliv na vlámské umění v 17. století, tj. Rubens a Anthony van Dyck.

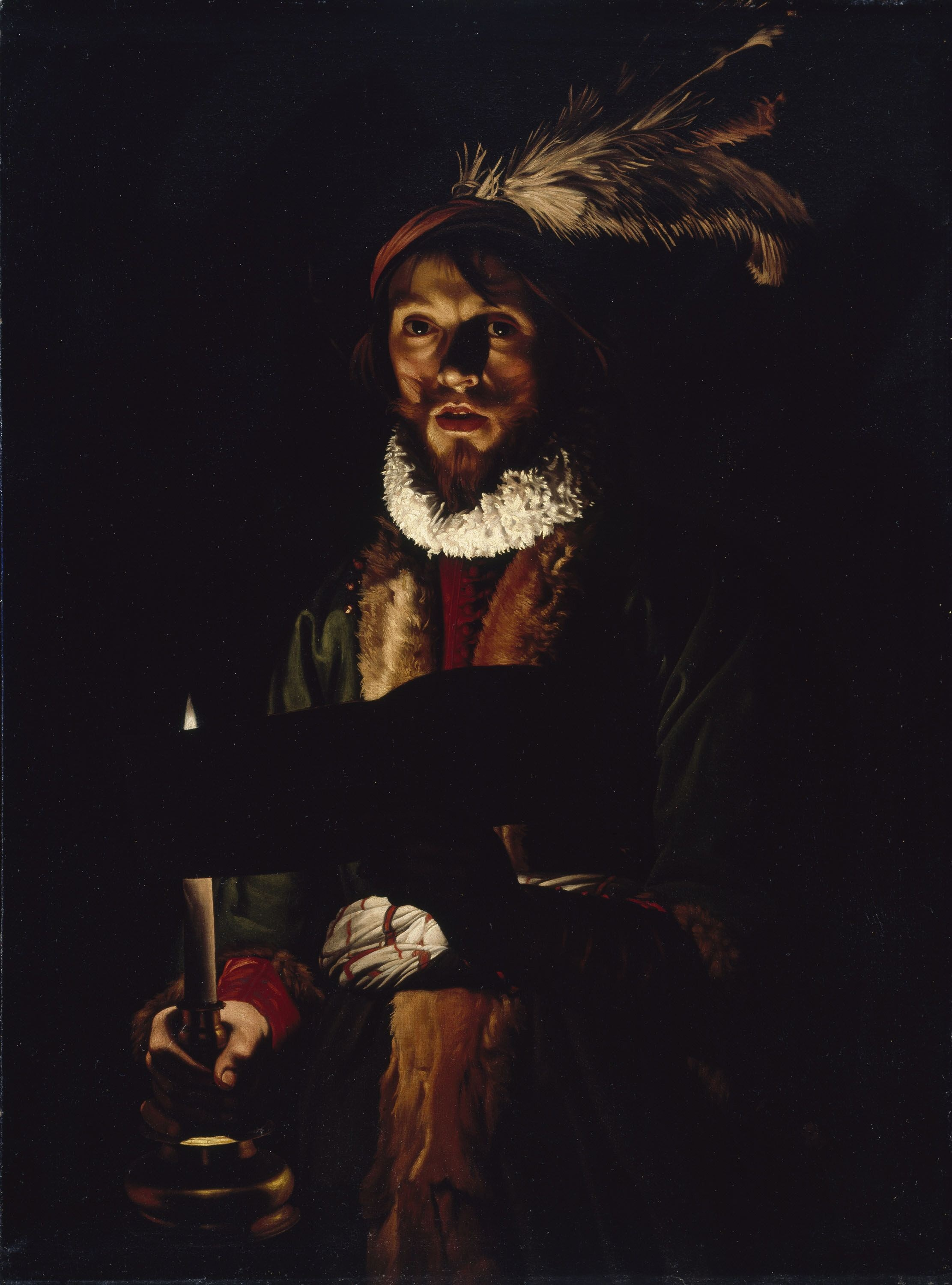
Adam De Coster: Zpěvák se svíčkou, 1620
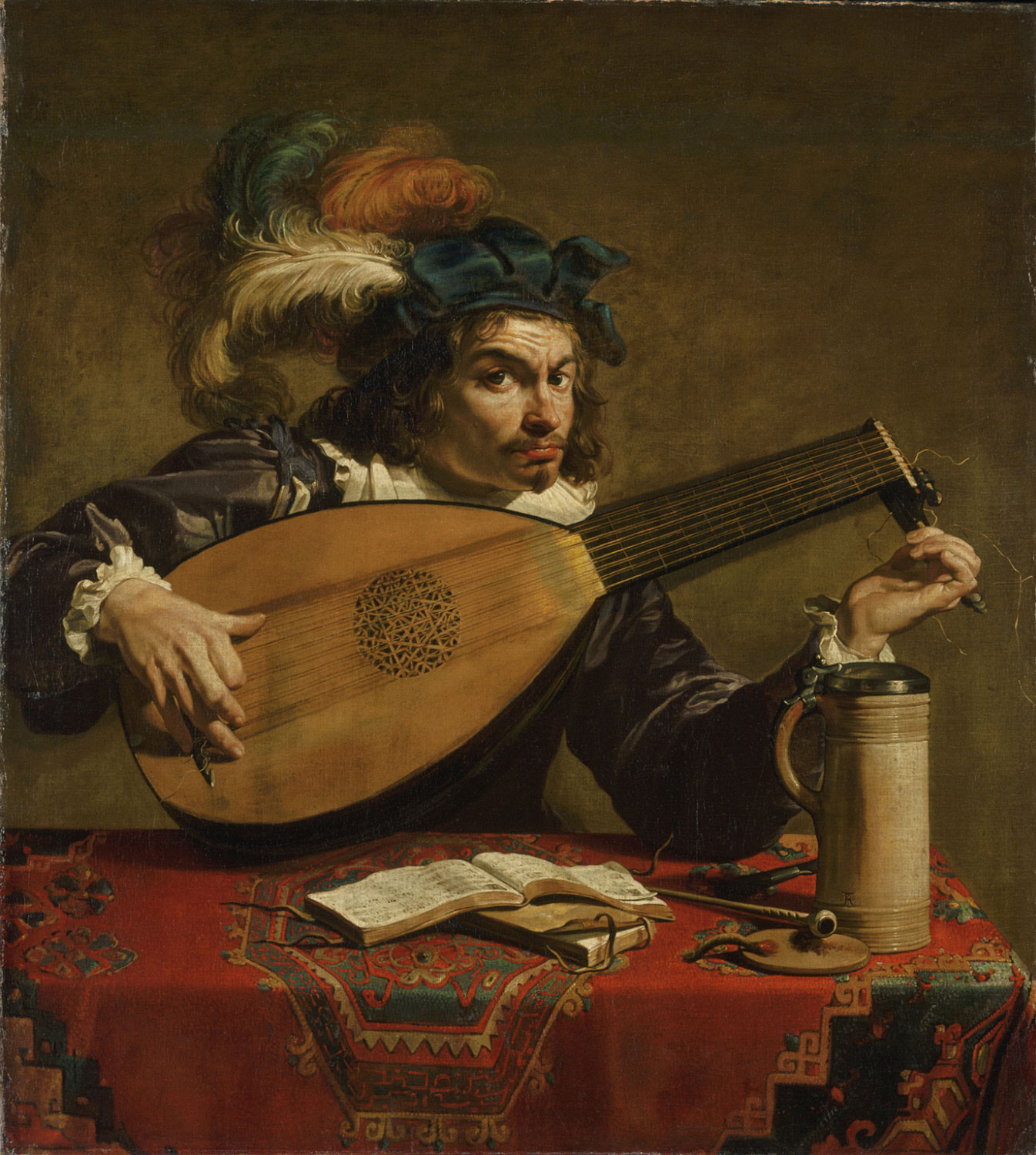
Theodoor Rombouts: Hráč na loutnu, 1620
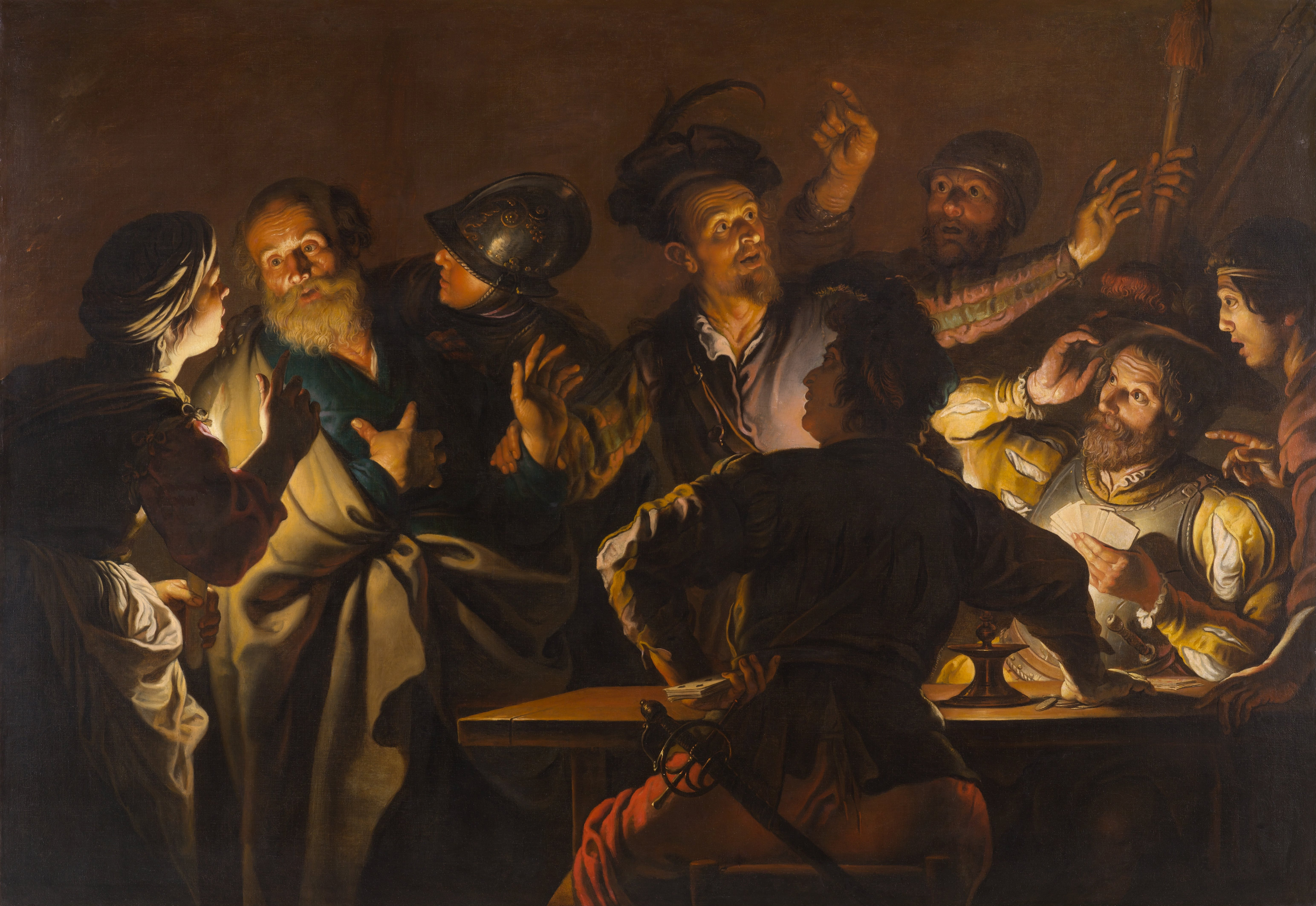
Gerard Seghers: Zapření sv. Petra
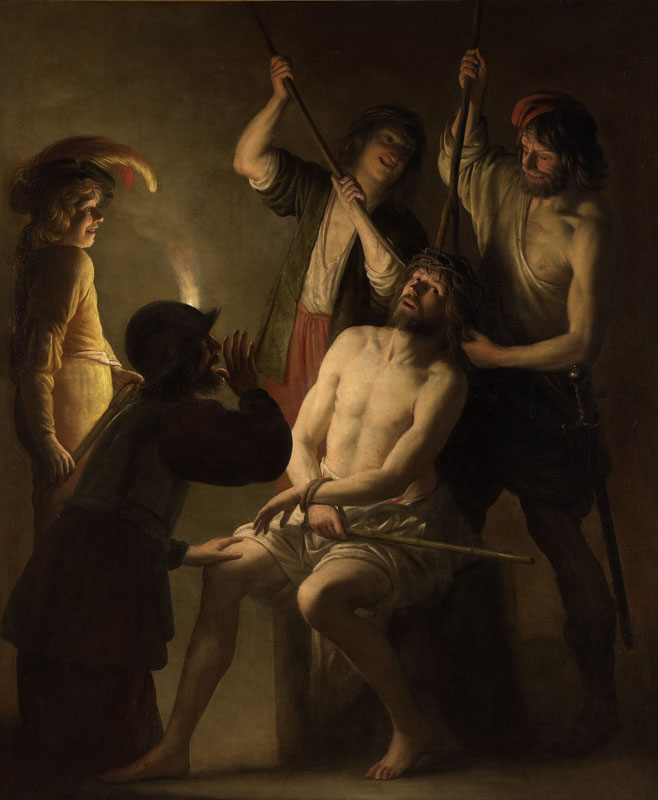
Jan Janssens: Korunování s trny

## Francie
Jeden z prvních francouzských malířů, který převzal Caravaggiův styl, byl Jean LeClerc, který na počátku 17. století studoval u Saraceniho. Simon Vouet strávil v Itálii roky 1613 až 1627. Mezi jeho patrony patřily rodiny Barberiniů, Cassiano dal Pozzo, Paolo Giordano Orsini a markýz Vincenzo Giustiniani, italský bankéř a sběratel. Vouet navštívil i další části Itálie: Benátky, Bolognu, kde rodina Carracciů měla svou akademii, Janov, kde od roku 1620 do roku 1622 pracoval pro rodinu knížete Doria a také Neapol. Absorboval to, co viděl a destiloval to ve své malbě: Caravaggiovo je dramatické osvětlení, italský je manýrismus, barva je Paola Veronese a di sotto in su neboli zkrácená perspektiva je umění Carraccia, Guercina, Lanfranca a Guida Renia. Vouetův úspěch v Římě vedl k jeho zvolení do funkce prezidenta Accademia di San Luca v roce 1624. Přes jeho úspěch v Římě se Vouet vrátil do Francie v roce 1627. Vouetův nový styl byl zřetelně italský a importoval italský barokní styl do Francie. Mezi francouzské umělce, kteří pracovali v novém stylu, lze zahrnout Valentina de Boulogne, který v roce 1620 žil v Římě a studoval u Voueta, se později se stal žákem Nicolase Tourniera. Existuje předpoklad, že Georges de La Tour odcestoval do Itálie nebo do Nizozemska. Jeho obrazy odrážejí vliv Caravaggia, ale k tomuto stylu se pravděpodobně dostal přes nizozemské Caravaggisty a další své francouzské a nizozemské současníky. Konkrétně je La Tour často srovnáván s nizozemským Hendrickem Terbrugghenem.

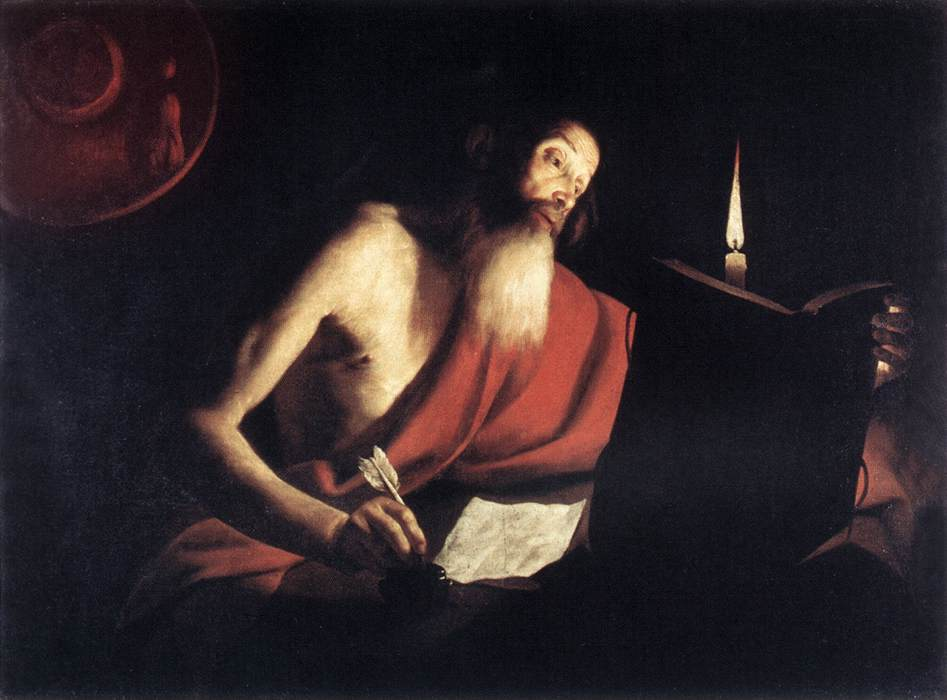
Bigot: Svatý Jeroným
Valentin de Boulogne: Vojáci hrající kostky a podvádějící, 1618-20
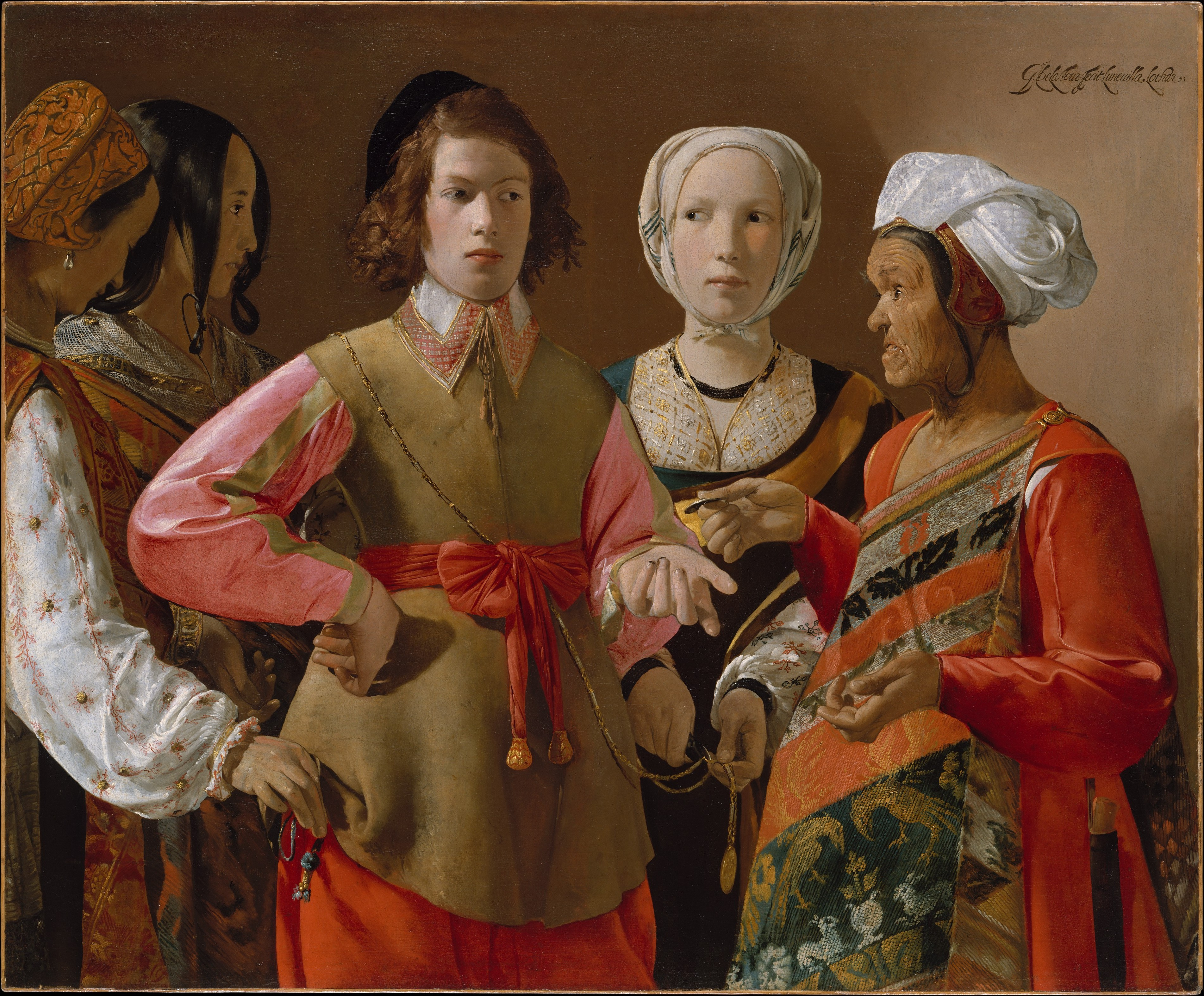
Georges La Tour: Šťastlivec, 1630
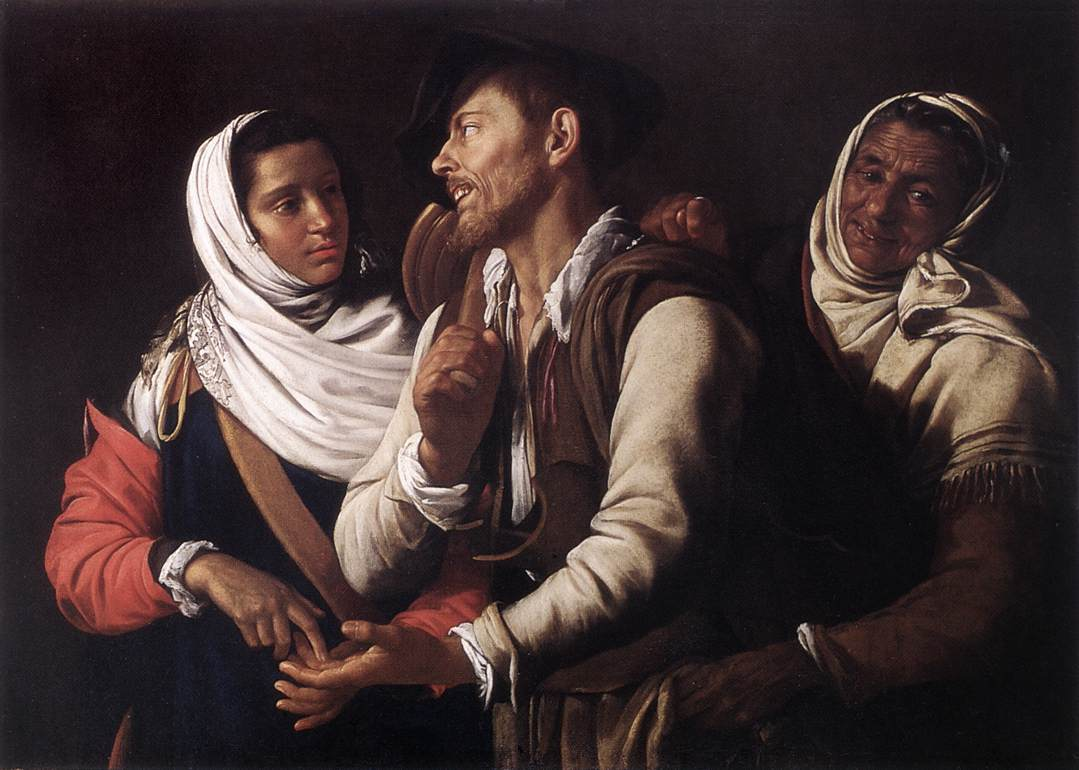
Simon Vouet: Šťastlivec, 1617

## Španělsko
Francisco Ribalta se stal jedním z prvních stoupenců stylu Caravaggia. Není jasné, zda přímo navštívil buď Řím nebo Neapol, kde měl Caravaggiův styl mnoho přívrženců, ačkoli díky propojení s Neapolí bylo Španělsko pravděpodobně již vystaveno Caravaggisimu na počátku 17. století. Jeho syn Juan Ribalta, Vicente Castelló a Jusepe de Ribera jsou jeho žáci, i když je zcela možné, že Ribera získal svůj styl, tenibrismus, když se přestěhoval do Itálie. Styl získal řadu přívrženců ve Španělsku a měl vliv na barokní španělské malíře, zejména na Zurbarána, Diegoa Velázqueze a malíře Bartoloméa Estebana Murilla. Dokonce i umění zátiší ve Španělsku, bodegón byl často vytvářen v podobném strohém stylu.

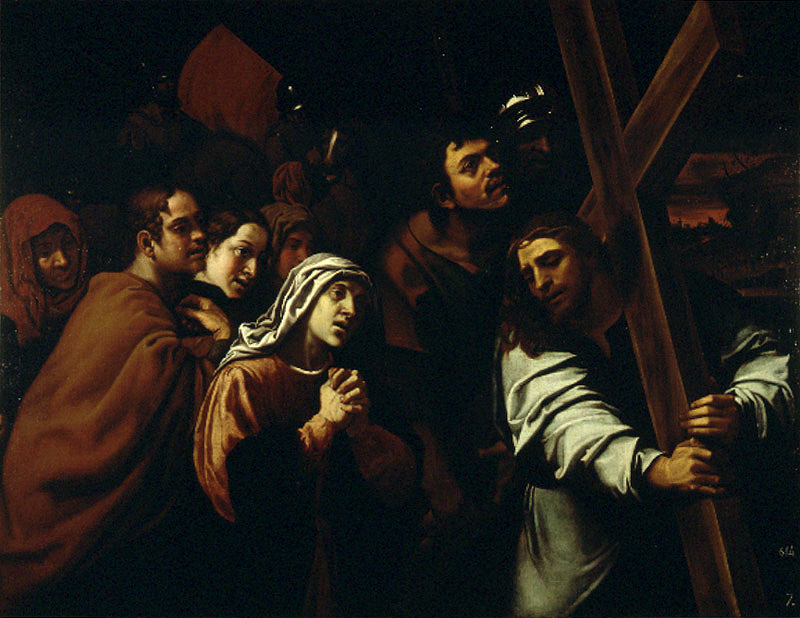
Ribalta: Kristus s křížem, 1612
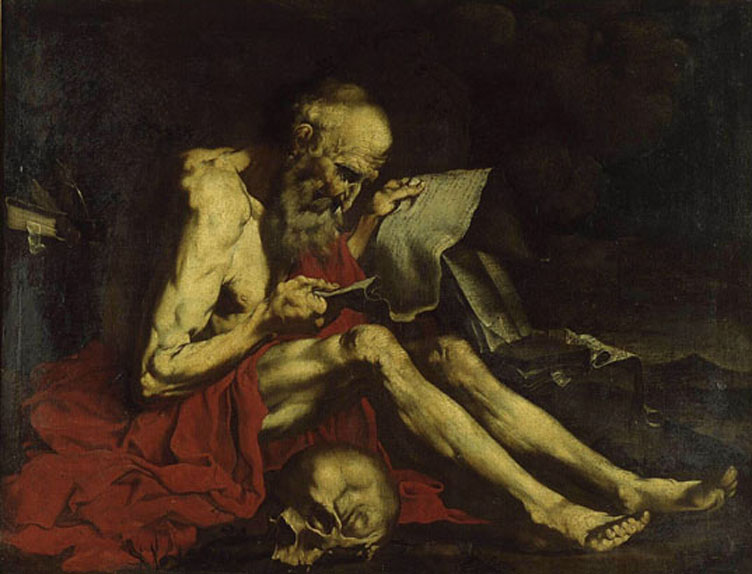
Ribera: Čtoucí Svatý Jeroným, 1630
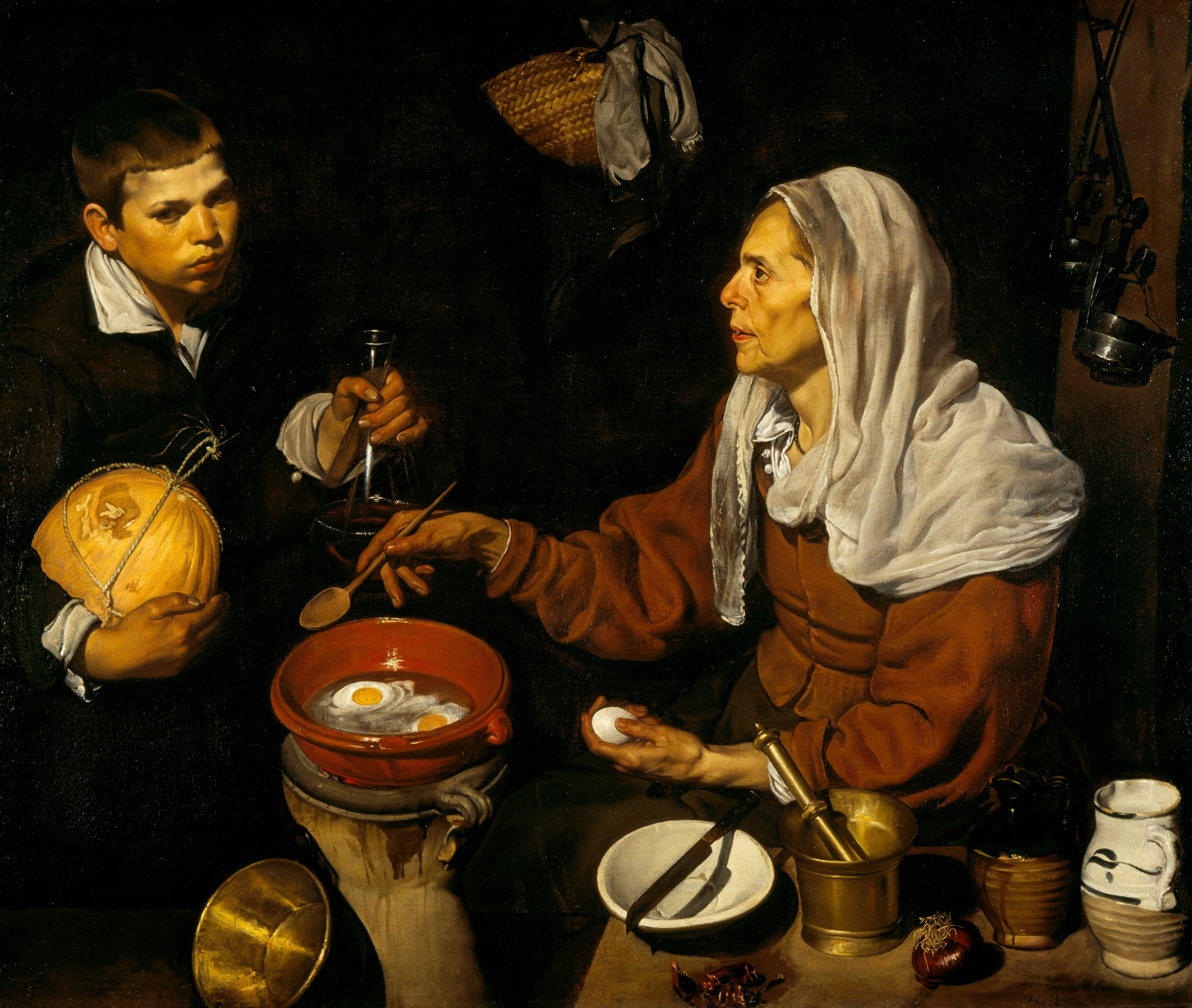
Velázquez: Stařena smažící vejce, 1618
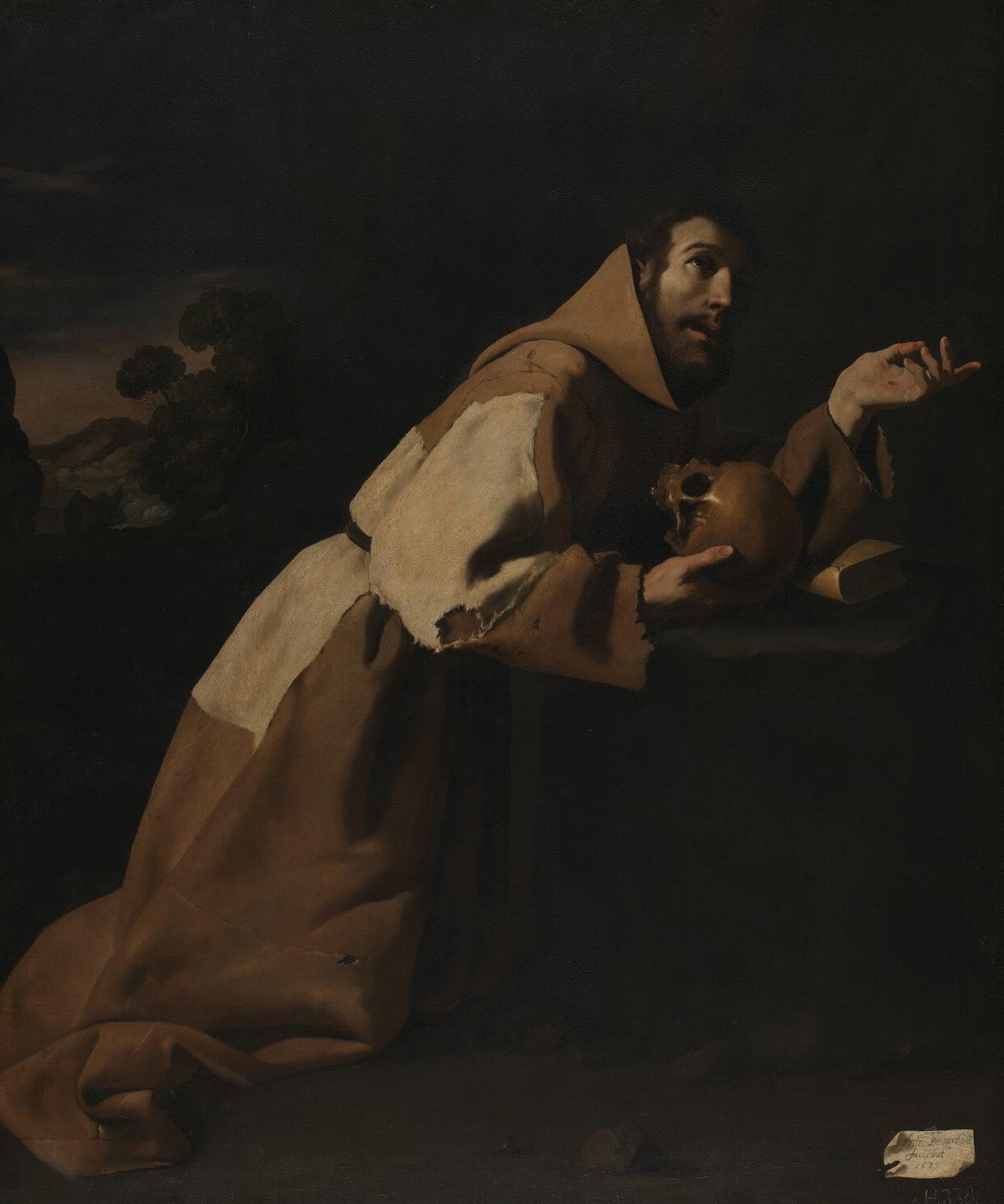
Zurbarán: Modlící se Sv. František, 1639